# Брахікефалія

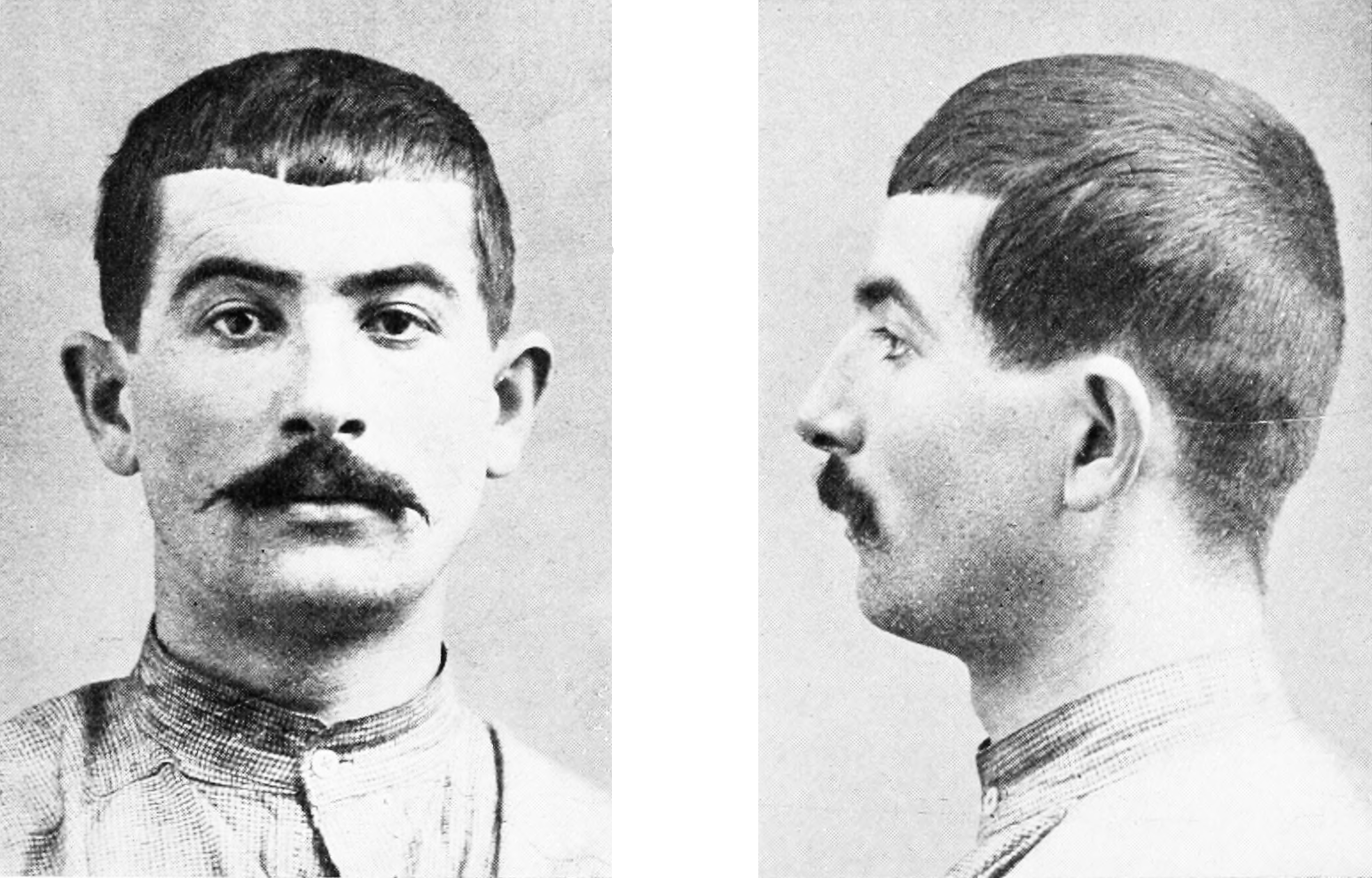
Француз (область Ланди) із співвідношенням ширини до довжини голови в 90,4 %

Брахікефалія (від дав.-гр. βραχύς «короткий» і ϰεφαλή «голова»; також брахіцефалія, короткоголовість, широкоголовість (коротко головість; округленність черепа)) — відносно коротка і широка форма голови людини, що наближається до округлої. Характеризується високими значеннями черепного індексу, або поздовжньо-поперечного індексу, який рахується як відношення поперечного до поздовжнього діаметру голови (для черепного покажчика застосовується термін «брахікранія»). Методи вимірювання брахікефалії — кефалометрія і краніометрія. Ширина черепа при брахікефалії більше 0,8 його довжини (головний покажчик складає понад 81,0 %, черепний індекс — понад 80,0 %).
Брахікефалія протиставляється низькому значенню головного покажчика — доліхокефалія (з довгими і вузькими пропорціями голови). Проміжне становище між брахікефалією і доліхокефалією займає мезокефалія (середнє значення головного покажчика з усередненими пропорціями голови). Для крайніх значень брахікефалії в расознавстві використовуються терміни «гіпербрахікефалія» і «ультрабрахікефалія». Черепний індекс при гіпербрахікефалії становить 85,0 — 89,9 %, при ультрабрахікефалії — 90,0 — 94,9 %. Також відома така градація короткоголових, як суббрахікефалія, значення якої локалізуються між значеннями мезокефалії і брахікефалії. В параметрах черепного покажчика іноді виділяють також мезобрахікранію зі значеннями, що знаходяться в проміжку між брахікранією і мезокранією.
Брахікефалія в числі інших параметрів головного покажчика має важливе значення в характеристиці людських рас. Брахікефалія є одною з характерних ознак, наприклад, для представників північноазійської монголоїдної раси і негритосько антропологічного типу меланезійської раси. У деяких антропологічних типів і рас брахікефалія може приймати крайні значення, так, наприклад, гіпербрахікефалія часто притаманна представникам балкано-кавказської європеоїдної раси.
Брахікефалія зустрічається тільки у сучасної людини, для копалин гомінідів (неандертальців, синантропів, пітекантропів і інших) брахікефалія не є характерною.
Процес зміни пропорцій голови в бік брахікефалії, спостережуваний в історичний відрізок часу, називається брахікефалізацією. Такий процес відзначається в більшості людських популяцій, для яких можливо простежити зміну антропологічних ознак на достатню часову глибину. Загальновизнаною точки зору, що пояснює причини брахікефалізації (або зворотного їй процесу — доліхокефалізації), в сучасній антропології немає. В цілому підвищення значення черепного індексу в багатьох групах спостерігається з епохи середньовіччя, в той же час з 1950—1970-х років в ряді популяцій брахікефалізація припинилася і почався процес зниження значення головного покажчика (дебрахікефалізація). Найсильніше брахікефалізація торкнулася Північну Євразію і практично не відзначається в Африці і в багатьох тропічних районах Південної Азії і Океанії.
У медичній клінічній практиці брахікефалією (брахіцефалією) називають варіант краніосиностозу, який виникає в результаті передчасного зрощення коронарного шва черепа через родові травми, або внутрішньоутробно перенесених інфекцій.